# H. Upmann

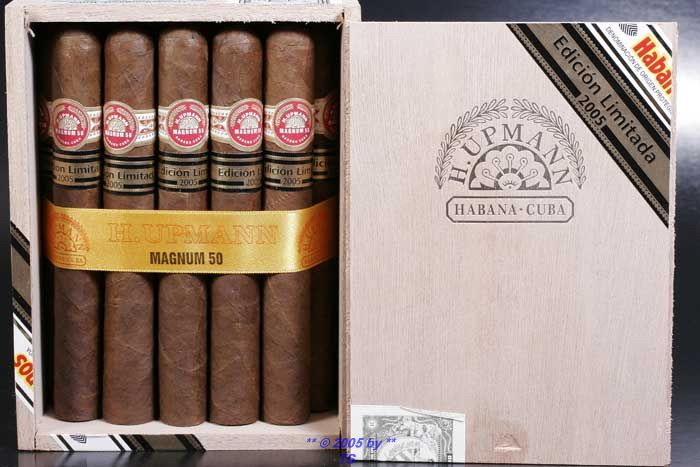
Charutos Upmann.

Lançada em 1844, H. Upmann é uma das mais antigas marcas de charuto cubanas. Surgiu depois que o banqueiro Herman Upmannn decidiu diversicar seus negócios investindo em uma nova marca que levava o seu nome. Esta foi a primeira marca a utilizar a caixa retangular feita de cedro espanhol, a qual é utilizada até hoje em muitas marcas cubanas ou não, porque conserva a umidade dos charutos e os ajuda a continuar a amadurecer. A marca também introduziu no mercado, na década de 1930, os tubos de alumínio forrados do mesmo material das caixas, cedro.

## Falência de Upmann
Herman Upmann foi à falência quanto as atividades bancárias que exercia em 1922, e o negócio dos charutos foi adquirido pela firma inglesa de J. Frankau. Posteriormente, a marca passou para as mãos da parceria Mendez y Garcia em 1935, e ganhou uma nova fábrica em Havana em 1944 para comemorar o centenário da marca.

## Atualmente
Hoje, a fábrica em Havana ainda produz charutos, mas as famílias que a adquiriram migraram para o exterior com o começo da era Castro. As caixas dos H. Upmanns contém o brasão real espanhol de Alfonso XII e moedas que fazem referência a sua origem bancária. A variedade desses charutos no mercado é enorme: mais de 30 tamanhos são fabricados, e às vezes eles quase não apresentam diferenças entre si.

## Dominicanos e cubanos
Há no mercado uma versão dominicana dos H. Upmann, que apresentam semelhanças que podem enganar consumidores desatentos nas anilhas, caixas e tubos. A principal diferença que pode ser utilizada para diferenciar as marcas é que nesses locais anteriormente citados encontra-se escrito "H. Upmann 1844", ao invés de "H. Upmann Habana".